# Кущ, Анатолий Васильевич
Анато́лий Васи́льевич Кущ (укр. Анатолій Васильович Кущ; род. 30 ноября 1945, Киев) — советский и украинский скульптор, народный художник Украины (1996), действительный член (академик) Национальной академии искусств Украины (2004).

## Биография
Родился в г. Киеве. В 1972 году окончил Киевский государственный художественный институт, в 1972—1973 годах преподавал в нём. В 1973—1977 годах — в аспирантуре Академии художеств СССР. С 1977 года на творческой работе. Работает в жанре станковой и монументальной скульптуры.
В качестве модели для ряда своих работ использовал дочь Кристину: Берегиня (Монумент Независимости Украины, Киев), Лыбедь («Основателям Киевской Руси», Майдан Независимости, Киев).

## Творчество
В творчестве А. В. Куща — десятки памятников и монументально-декоративных композиций.
- Цикл памятников «Пути Тараса» (Черкассы);
- «Берестецкая битва»
- Жертвам голодомора на Украине 1933 года (Чикаго, США);
- Богдану Хмельницкому (Рокфорд, США)
- Тарасу Шевченко в Бурштыне (Ивано-Франковская область, архитектор О. К. Стукалов); Слуцке (Беларусь); в Варшаве (Польша);
- «Основателям Киевской Руси» (Киев);
- Оформление станции метро «Театральная» в Киеве
- Монумент Независимости Украины (Киев, архитекторы С. В. Бабушкин, А. В. Комаровский, Р. И. Кухаренко, О. К. Стукалов)
- Архангел Михаил на Площади Независимости (Киев)

и другие.
На выставке «Золото скифских царей» (2009–2010, наибольшая в мире коллекция скифского золота), организованной сетью художественных галерей «Раритет-Арт» (директор Олег Торгало), демонстрировались серии скульптур дохристианских богов «Коло Свароже» работы Анатолия Куща.

## Изображения

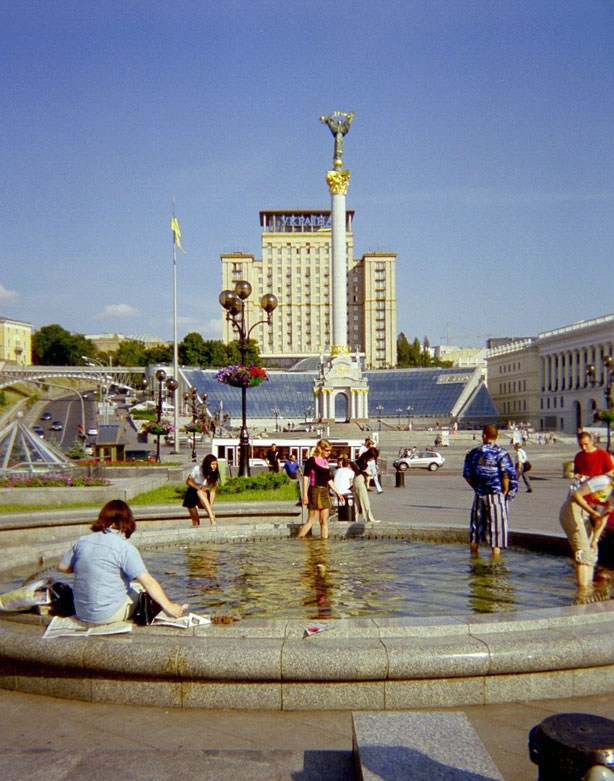
Монумент Независимости Украины в Киеве
Бюст В. И. Ленина на станции метро «Театральная»
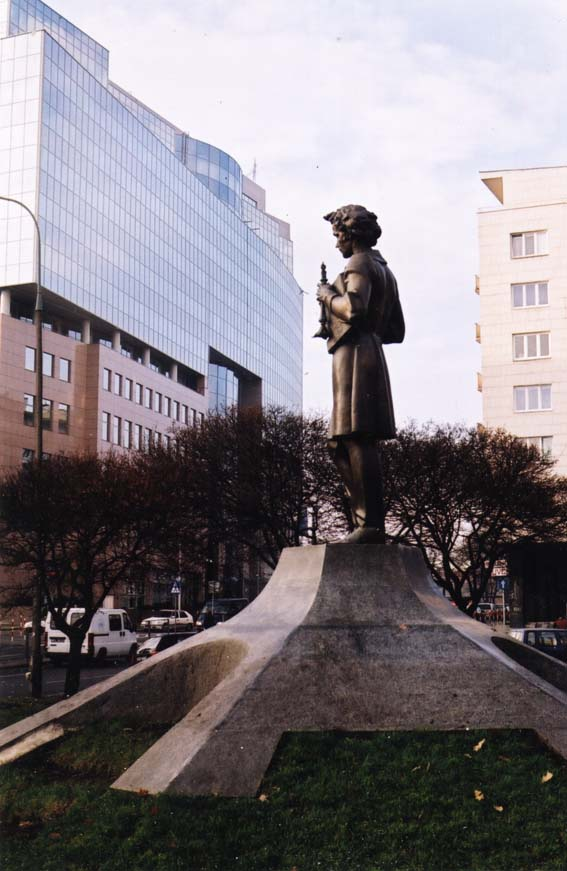
Памятник Тарасу Шевченко в Варшаве